# Bickelomyia nigriseta
Bickelomyia nigriseta är en tvåvingeart som beskrevs av Stefan Naglis 2002. Bickelomyia nigriseta ingår i släktet Bickelomyia och familjen styltflugor.
Artens utbredningsområde är Costa Rica. Inga underarter finns listade i Catalogue of Life.